# Arcey (Doubs)
Arcey é uma comuna francesa na região administrativa de Borgonha-Franco-Condado, no departamento de Doubs. Estende-se por uma área de 12,57 km². Em 2010 a comuna tinha 1 492 habitantes (densidade: 118,7 hab./km²).